# ユナイテッド・ローンチ・アライアンス
ユナイテッド・ローンチ・アライアンス（United Launch Alliance, ULA）は、ロッキード・マーティン社とボーイング社の合弁事業である。2006年12月に両社の衛星打上げ部門同士が合体し設立され、アメリカ合衆国連邦政府向けに打上げサービスを提供している。政府内の顧客には、アメリカ国防総省やアメリカ航空宇宙局等も含まれる。
ULAは、使い捨て型ロケットのデルタII、デルタIV、アトラスV等を用いて打上げを行っている。アトラスシリーズとデルタシリーズは50年以上に渡って気象衛星、通信衛星、偵察衛星等を含む様々なペイロードの運搬の他、深宇宙探査や惑星間探査等の科学研究に用いられた。また、非政府組織用の打上げサービスも提供している。なお、ロッキード・マーティン社、ボーイング社は、それぞれアトラス、デルタの商業化権を保持している。
ULAの本部はコロラド州センテニアルにあり、運用、技術開発、試験、ミッション支援等が行われている。製造、組立てはアラバマ州ディケーター、テキサス州ハーリンジェンで行われる。また打上げはフロリダ州のケープカナベラル空軍基地やカリフォルニア州のヴァンデンバーグ空軍基地で行われる。

## 歴史

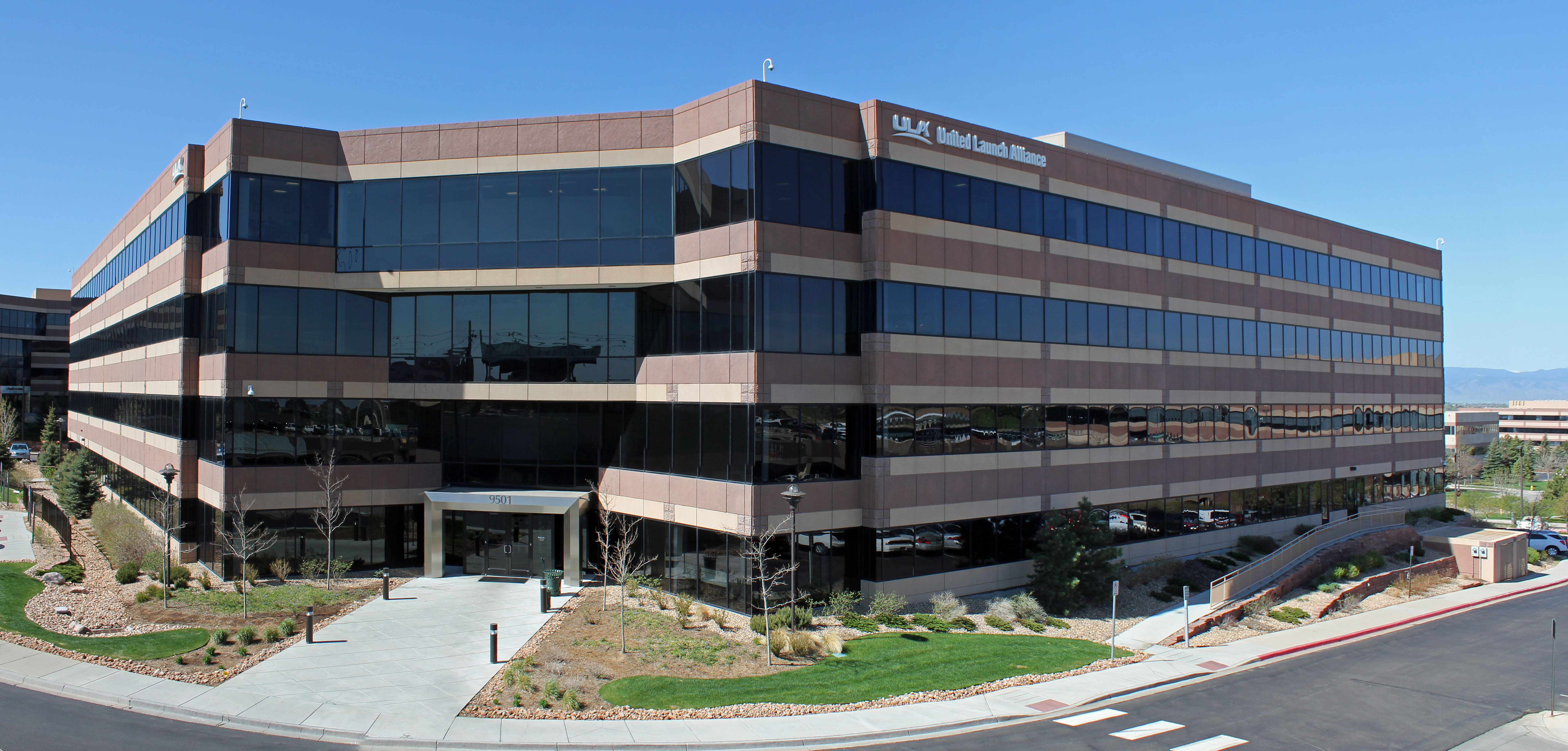
コロラド州センテニアルの本社ビル

ボーイング社とロッキード・マーティン社は、2005年5月2日に合弁事業のユナイテッド・ローンチ・アライアンスを立ち上げるつもりであることを発表した。ULAでは、両社の政府向け衛星打上げ事業を統合し、アラバマ州ディケーターとコロラド州リトルトンの中央工場に一本化した。Boeing Defense, Space & SecurityのデルタIVとLockheed Martin Space SystemsのアトラスVは、連邦政府向けの発展型使い捨てロケットとして価格競争していた。
ファルコン9ロケットでの事業参入を狙っていたスペースX社は、2005年10月23日に打上げサービスの独占による反トラスト法違反として提訴したが、2006年1月7日にアメリカ国防総省はユナイテッド・ローンチ・アライアンスに対して予備承認を与えた。
2006年9月、国防総省はULAに対する支援を延長し、さらに連邦取引委員会への支援も表明した。2006年10月3日、連邦取引委員会は反トラストの宣言を行い、合弁会社は2006年12月1日に操業を開始した。
2022年4月、ULAは、Amazon.comと、ヴァルカンロケットで「プロジェクト・カイパー」の低軌道衛星を38回打ち上げる契約をしたことを発表した。
2023年以降、たびたび買収の可能性が報じられており、候補としては宇宙ベンチャーのブルーオリジンや投資会社のサーベラス・キャピタル・マネジメント、航空宇宙企業のシエラ・スペースなどが報じられている。

## 打上げ
ULAによって行われた初めての打上げは、2006年12月14日にヴァンデンバーグ空軍基地からデルタIIロケットで行われた。このロケットでは、アメリカ国家偵察局のUSA 193衛星が打ち上げられたが、打上げ直後に故障し、2008年2月21日にタイコンデロガ級ミサイル巡洋艦レイク・エリーから発射されたSM-3ミサイルによって意図的に破壊された。
2007年6月15日、ULAの打ち上げたアトラスVロケット上段のセントールのエンジンが予定していたより早く停止し、予定よりも低い軌道にアメリカ国家偵察局のL-30海洋偵察衛星を放出してしまった。このため、同じタイプのRL-10上段エンジンを積むアトラスVやデルタIVの打上げが延期された。故障の原因は、生産が終了した古いバルブの替わりに用いられた新しい型のバルブであることが特定され、その対策として、古いバルブの生産が再開された。
アトラスVやデルタIVによる商業打上げは、現在でもそれぞれLockheed Martin Commercial Launch ServicesとBoeing Launch Servicesによって行われている。

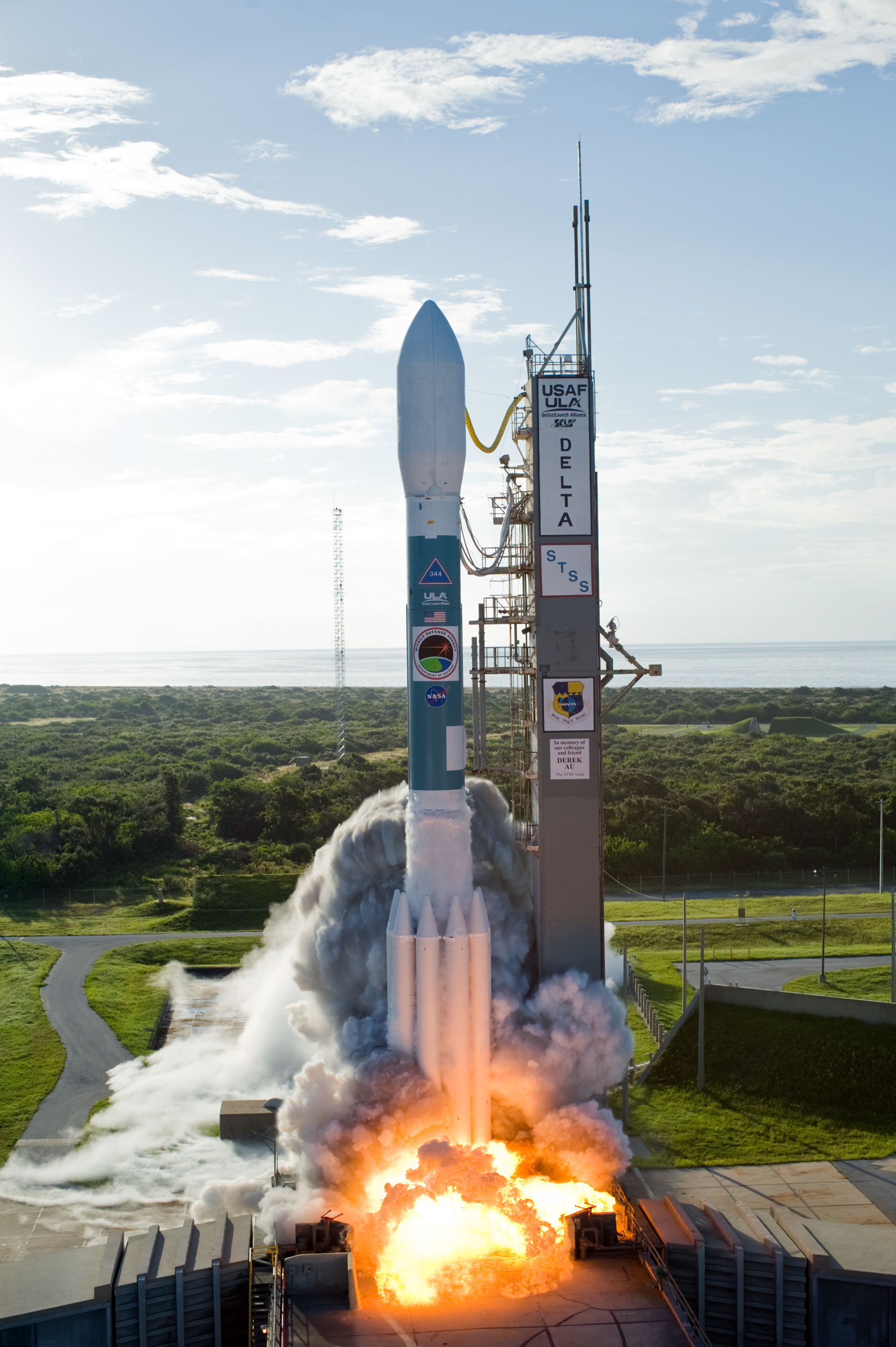
デルタ II
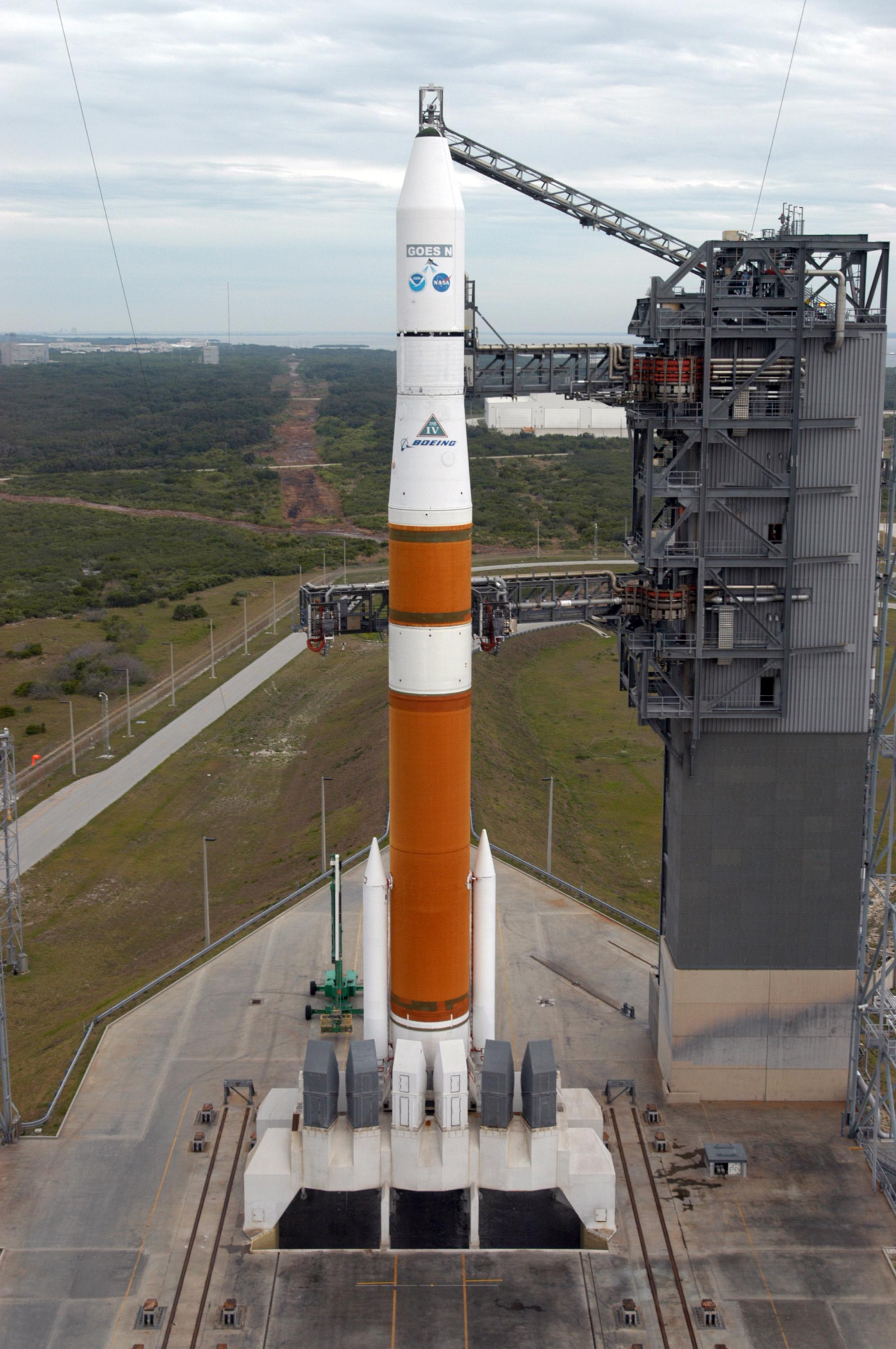
デルタ IV
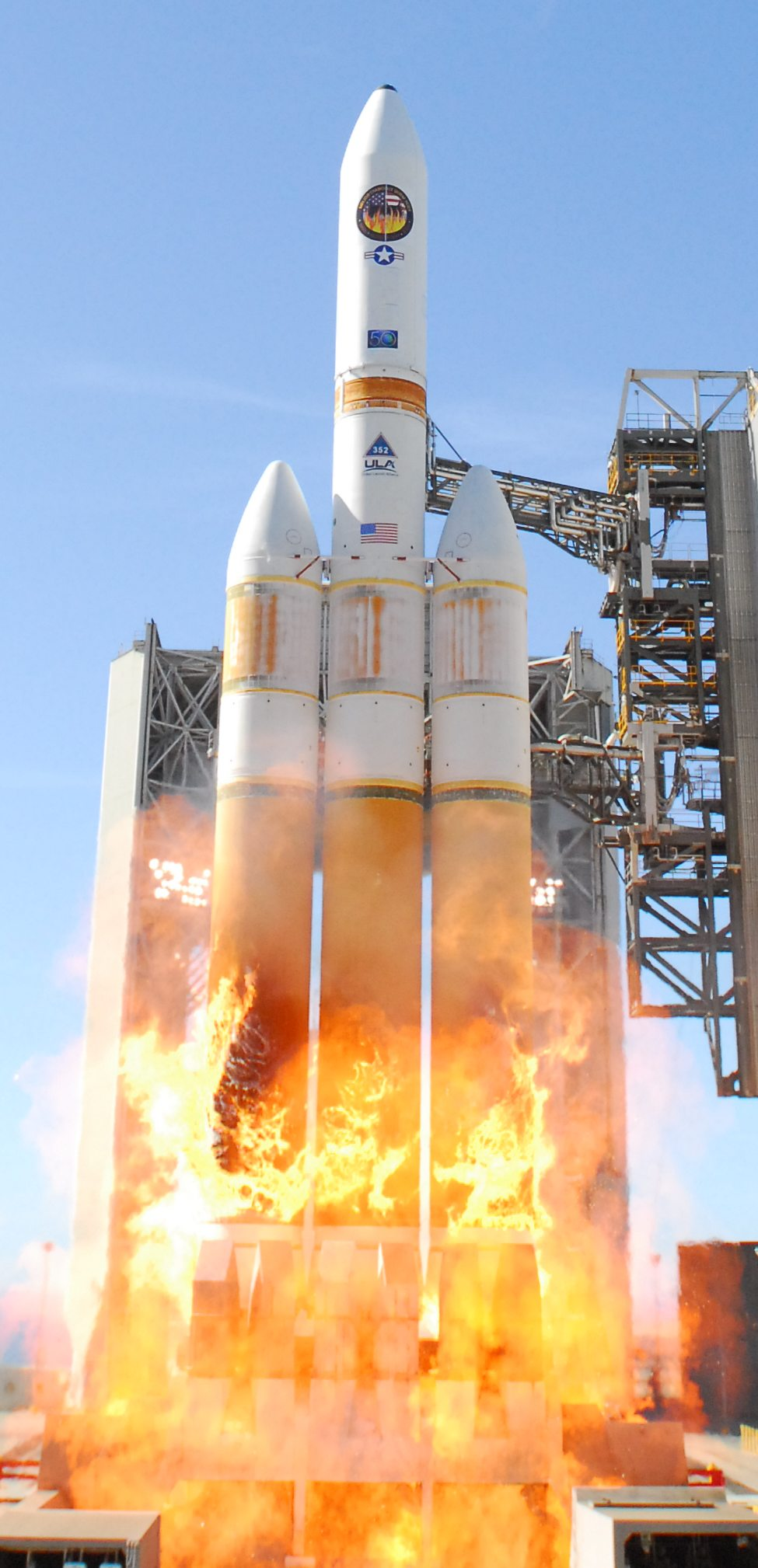
デルタ IV Heavy
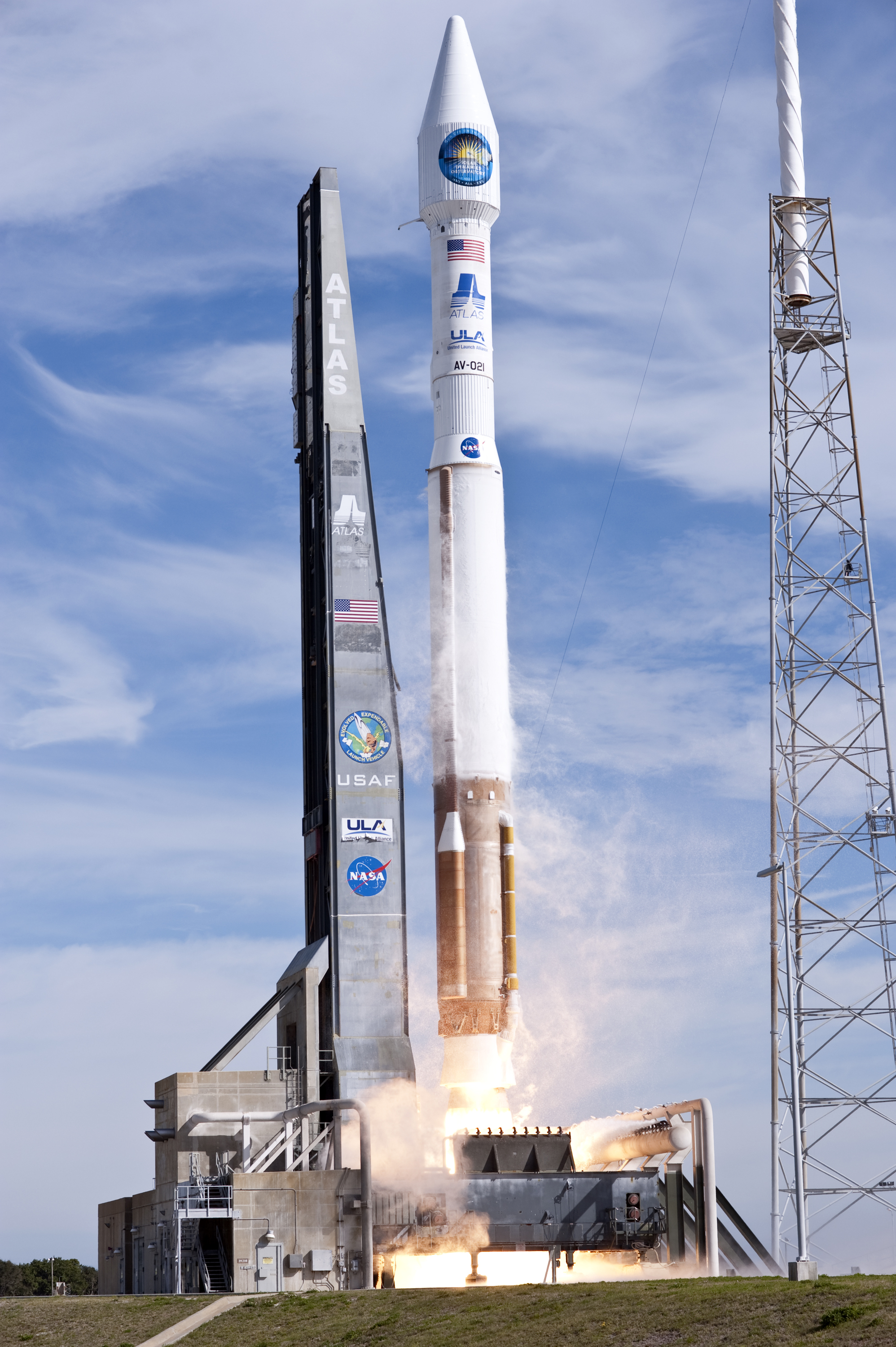
アトラス V 400
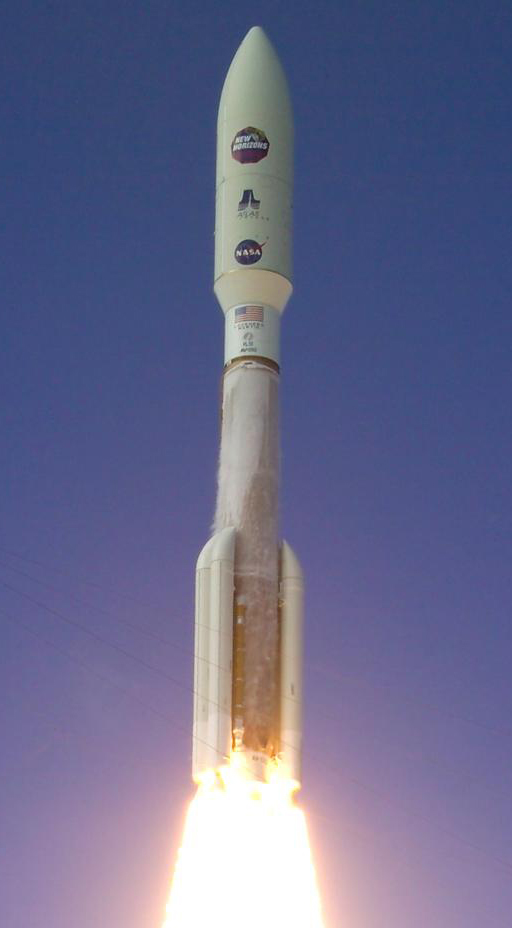
アトラス V 500
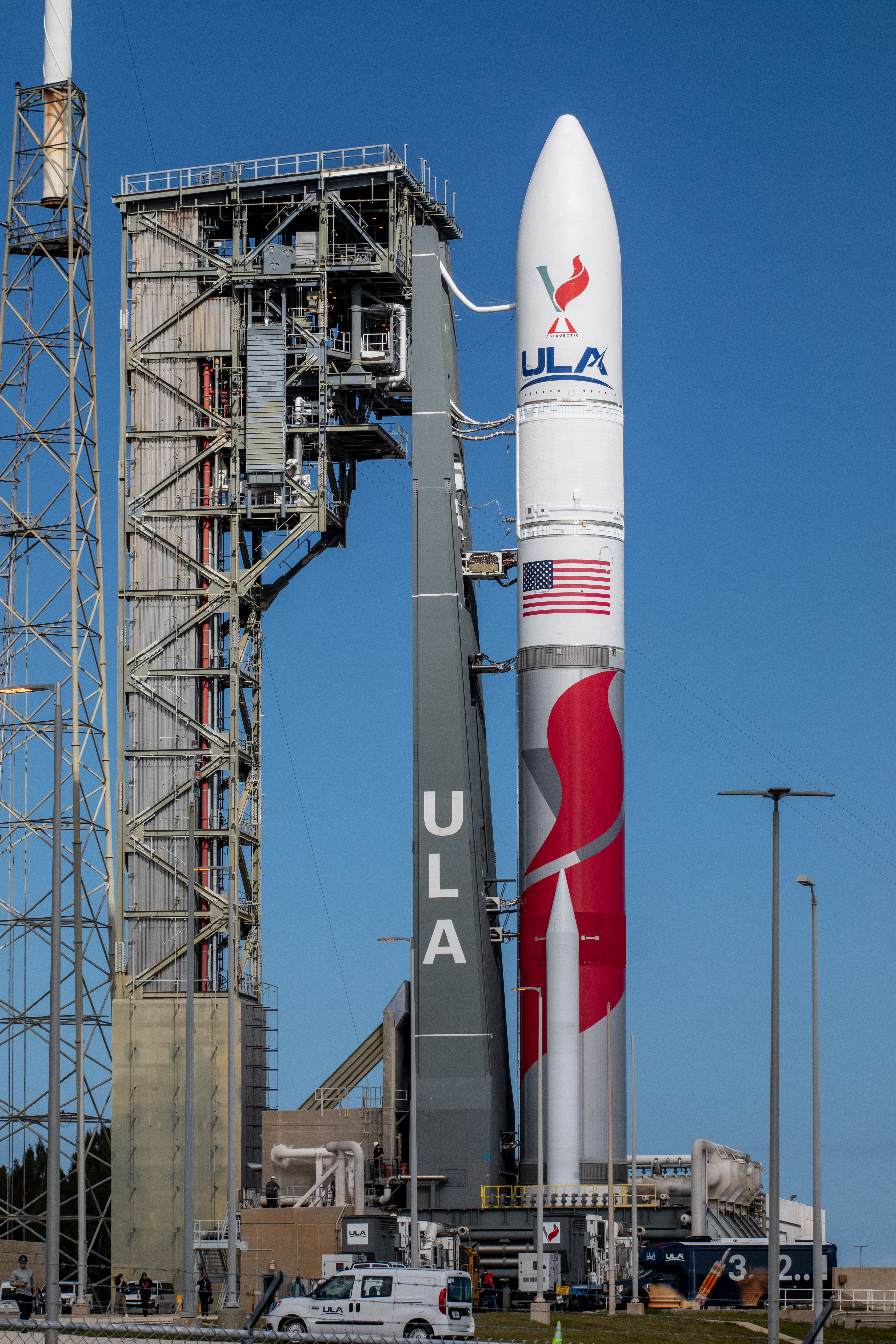
ヴァルカン